# Escoles de Golmés
Les Escoles de Golmés són un monument del municipi de Golmés (Pla d'Urgell) inclòs en l'Inventari del Patrimoni Arquitectònic de Catalunya.

## Descripció
Escoles de forma allargassada, de dues plantes d'alçada i edificacions en un sol cos. Hi ha una part principal amb aules, l'entrada a la qual es produïa anteriorment a través d'una galeria porxada de 5 arcs que fou eliminada durant les reformes produïdes a la dècada dels vuitanta. El pis superior, abans endarrerit, s'avançà al nivell de l'anterior porxada de la part baixa, construint-se així una nova façana plana. Els arcs inferiors es convertiren en finestres acabades en arc de mig punt, que es repeteixen simètricament a la part del pis superior. L'accés es produeix actualment a través d'una rampa que condueix a la porta principal, també d'arc de mig punt. A banda i banda hi ha dos cossos adossats que fan que la planta tingui certa forma d'"U". La teulada és a quatre vessants.

## Història
Des de mitjans del segle xix a Golmés hi hagué un augment de l'interès per fomentar l'ensenyament escolar. Diversos edificis ja malmesos precediren a l'actual. Les escoles actuals es deuen a un projecte redactat l'any 1934 per Josep Florensa i Ollé, que degut a la Guerra Civil espanyola es veié paralitzat. El 1940 es clausurà l'escola privada i poc temps després començaren les inaugurades el 29 d'abril de 1947.
La reforma dels anys 80, elaborada per la delegació d'Ensenyament, va comportar una remodelació notable de l'edifici, eliminant-se el porxo i les escales, obrint noves finestres a la part superior i millorant l'espai interior per facilitar-ne l'ús.